# Vadstena
Vadstena je grad i središte istoimene općine u švedskoj županiji Östergötland. Grad se nalazi na obalama jezera Vättern 16 km južno od Motale.

## Stanovništvo
Prema podacima o broju stanovnika iz 2005. godine u gradu živi 5.612 stanovnika.

## Vanjske poveznice
- Službene stranice grada

### Ostali projekti
|  | Zajednički poslužitelj ima još gradiva o temi Vadstena |